# Хаджимурадов, Иса Нажадиевич
Иса Нажадиевич Хаджимурадов (чечен. Хьажимурадан Нажади кӀант Ӏиса; род. 29 сентября 1969, с. Промысловка, Лиманский район, Астраханская область, РСФСР, СССР) — политический и общественный деятель Чеченской Республики. Мэр Грозного с 17 марта 2020 по 1 марта 2021 (и. о. 10 февраля — 17 марта 2020).

## Биография
Иса Хаджимурадов родился 29 сентября 1969 года в селении Промысловка в Астраханской области.
Трудовую деятельность начал летом 1987 года, став на два месяца учеником инженера-землеустроителя агропромышленного объединения.
В 1988–1989 годах служил в Вооруженных силах Советского Союза.
В 1993 году, в период политического кризиса, окончил филологический факультет Чечено-Ингушского государственного университета по специальности «Русский язык и литература, чеченский язык и литература» с присуждением квалификации «Филолог, преподаватель русского языка и литературы, чеченского языка и литературы».
Согласно ряду источников в июле 1993 года устроился на работу в департамент земельных ресурсов и землеустройства Чеченской Республики, где занял должность специалиста первой категории.
По собственным словам, в 1990-е работал в органах внутренних дел, занимался бизнесом.

### Комитет по делам молодежи
С 2001 года главный специалист и начальник информационно-аналитического отдела комитета правительства Чечни по делам молодежи. Организовывал культурно-массовые мероприятия с молодежью.
В 2003 году основал и возглавил региональную молодежную общественную организацию «Патриот». Первым мероприятием, организованным «Патриотом», стал турнир восточных единоборств в поддержку Ахмата Кадырова на президентские выборах в Чечне. В июне 2004 года организация «Патриот» была зарегистрирована в посёлке Новые Алды.
В сентябре 2004 года в Грозном организовал с товарищами митинг против помилования полковника Юрия Буданова. В мае 2005 году в Грозном организовал с товарищами митинг против оправдательного решения присяжных по делу капитана спецназа ГРУ Эдуарда Ульмана и его сослуживцев.

### Пресс-служба президента Чеченской Республики
Вскоре после митинга, в июне 2005 года, Хаджимурадова пригласили участвовать в конкурсе на вакантное место в пресс-службе президента Чеченской Республики Рамзана Кадырова. Он выиграл конкурс и был зачислен в президентскую пресс-службу. На тот момент руководителем пресс-службы был Муслим Хучиев, его заместителем Сайд-Селим Абдулмуслимов, главным специалистом Лема Гудаев. С 2005 года специалист-эксперт пресс-службы президента Чеченской Республики.
Чуть позже стал руководителем пресс-службы регионального общественного фонда имени А. Х. Кадырова.
В октябре 2006 года в Чечне было создано отделение «Российской партии жизни», лидером которой являлся Сергей Миронов. Региональное отделение возглавил Муслим Хучиев. Хаджимурадову было предложено вступить в партию. В том же месяце «Российская партия жизни» начала процесс объединения с партиями «Родина» и «Российская партия пенсионеров» в партию «Справедливая Россия: Родина/Пенсионеры/Жизнь».
27 января 2007 года в Грозном прошла учредительная конференция отделения объединённой партии, Хаджимурадов стал первым заместителем руководителя Совета партии.
В марте 2007 году Хаджимурадов избран председателем регионального отделения политической партии «Справедливая Россия» в Чеченской Республике. Он сменил Муслима Хучиева, который указом Рамзана Кадырова был назначен на должность главы администрации Грозного.
Осенью 2007 года зарегистрирован кандидатом на выборах в Государственную думу от «Справедливой России», в региональной группе «Чеченская Республика» был четвёртым. По итогам выборов, состоявшихся 2 декабря 2007 года, избран не был.

### Парламент Чеченской Республики
В октябре 2008 года участвует в досрочных выборах в парламент Чеченской Республики, назначенных после того, как 27 июня 2008 года парламент предыдущего созыва самороспустился. Баллотировался в составе списка партии «Справедливая Россия: Родина/Пенсионеры/Жизнь», где был первым номером. Партия получила 9.20 % голосов и 4 мандата. Хаджимурадов стал депутатом Парламента Чеченской Республики 4 созыва на 5 лет.
В парламенте занимал должность заместителя председателя комитета по регламенту, межнациональным и межконфессиональным отношениям, внешним связям и информационной политике.
В декабре 2008 года Иса Хаджимурадов как руководитель регионального молодежной общественной организации «Патриот» организовал в Грозном два митинга протеста против ожидаемого условно-досрочного освобождения бывшего полковника Юрия Буданова — 24 декабря суд удовлетворил его прошение.
В октябре 2009 года участвовал в выборах мэра Грозного, был кандидатом от «Справедливой России». Основным соперником был действующий градоначальник Муслим Хучиев, выдвинутый от «Единой России». По итогам выборов тот получил 87,39 % голосов, а Хаджимурадов лишь 9,31 %.
В апреле 2011 года в Москве Хаджимурадов был избран в Центральный совет партии «Справедливая Россия».
Осенью 2011 года зарегистрирован кандидатом на выборах в Государственную думу от «Справедливой России», в региональной группе «Чеченская Республика» был первый. По итогам выборов, состоявшихся 4 декабря 2011 года, избран не был.

### В правительстве Чеченской Республики
15 декабря 2011 года указом Рамзана Кадырова назначен директором Департамента внешних связей главы и правительства Чечни.
В июне 2013 года Хаджимурадов объявил о старте проекта «Особая команда», направленного на работу с подростками, состоящими на учете в комиссии по делам несовершеннолетних. Проект реализуется на основе средств и методов культурно-досуговой деятельности ММОО «Патриот».
В сентябре 2013 года департамент внешних связей главы и правительства был реорганизован в департамент внешних связей министерства Чеченской Республики по национальной политике, внешним связям, печати и информации.

### В мэрии Грозного
В январе 2019 года был назначен первым заместителем мэра города Грозного. Должность мэра Грозного занимал на тот момент Якуб Закриев, племянник Рамзана Кадырова.
10 февраля 2020 года Хаджимурадов был назначен врио мэра Грозного. Также Дума Грозного объявила конкурс на вакансию мэра. В марте к участию в конкурсе были допущены два кандидата – Иса Хаджимурадов и Мухумд-Хасан Асаков. 16 марта 2020 года грозненская городская Дума утвердила Хаджимурадова в должности мэра Грозного. Занимал должность до марта 2021 года.

### В правительстве Чеченской Республики
1 марта 2021 года Рамзан Кадыров назначил Хаджимурадова на должность заместителя руководителя администрации главы и правительства Чечни. При этом руководителем администрации главы и правительства Чечни был назначен Галас Таймасханов.
Летом 2021 года был зарегистрирован кандидатом от партии «Справедливая Россия — Патриоты — За правду» на выборах главы Чеченской Республики. На состоявшихся 19 сентября выборах 99,7 % голосов получил действующий глава республики Рамзан Кадыров. Иса Хаджимурадов получил 0,15 % голосов.

## Общественная деятельность
Иса Хаджимурадов известен в Чечне и за пределами помощью людям, попавшим в сложное положение. Также является блогером, ведущим популярного среди чеченцев и ингушей канала на YouTube «Даймохк онлайн» (более 12 миллион просмотров).

## Семья
Женат, воспитывает двух детей.

## Награды
- Орден имени Ахмата Кадырова, 2011[2][17];
- Медаль «За заслуги перед Чеченской Республикой»[2];
- Почетная грамота Главы Чеченской Республики[2];
- Благодарственные письма и почетные грамоты Парламента  Чеченской Республики[2].